# Un pugno di fango
Un pugno di fango (Claudelle Inglish) è un film del 1961 diretto da Gordon Douglas.